# Supertot
Supertot és una obra de teatre escrita pel dramaturg Josep Maria Benet i Jornet l'any 1973 per encàrrec del grup de folk eivissenc U de Cuc.

## Gènesi de l'obra
L'estiu de 1972 van proposar a Josep M.Benet i Jornet que escrivís una obra de teatre per a un públic infantil. Com que volia fer un teatre popular, que despertés l'interès de tots els públics, va buscar aquell punt en què el món dels adults i el món dels més joves coincideixen; i va trobar, en les lectures dels còmics (Patufet o tebeos, en deien abans), els temes i les imatges per escriure l'obra de teatre titulada Supertot.
El títol de l'obra i el nom del personatge principal remeten a un dels herois de la mitologia del segle XX: Superman.

## Argument
Supertot, un heroi amb poders sobrenaturals, ha estat creat per mister Jones. Porta una doble vida de periodista i superheroi, està enamorat de Gladys i rivalitza pel seu amor amb Jimmy, un company de feina. La ciutat està atemorida per les accions de la malèfica secta del Gran Drac i Supertot és l'encarregat de destruir-la i fer justícia. Però ell no sap que, en realitat, mister Jones és el cap d'aquesta secta.